# Завтра война (игра)
«Завтра война» — компьютерная игра в жанре космического симулятора, разработанная российской компанией Crioland и изданная «1С». Релиз игры состоялся 26 октября 2006 года.

## Описание
Игра представляет собой классический трёхмерный симулятор боевого космического корабля. Сюжетная кампания «Завтра война» состоит из 34 обязательных миссий. Также игрок может при выполнении некоторых условий получить доступ к 7 дополнительным заданиям. Общее время прохождения игры составляет около 40 часов.
Игра создана по сценарию Александра Зорича. В основе её сюжета лежит его одноимённая книжная трилогия, посвящённая жизни России, её союзников и противников в XXVII веке.
Литературная основа симулятора обеспечивает разнообразие персонажей и фракций в игре. Главный герой игры, пилот Андрей Румянцев, может вести разговоры с большинством из них, благодаря которым игрок получает информацию об игровом мире и особенностях выполнения ближайших заданий, а также может повлиять на течение сюжета игры, например, начать выполнение необязательных миссий. Таким образом, несмотря на линейность основного сюжета, «Завтра война» может завершиться тремя различными концовками.

## Восприятие
| Русскоязычные издания | Русскоязычные издания |
| Издание               | Оценка                |
| --------------------- | --------------------- |
| Absolute Games        | 42 %                  |
| Gameplay              | 4/5                   |
| «PC Игры»             | 8,0/10                |
| «Игромания»           | 6,5/10                |
| «ЛКИ»                 | 85 %                  |
| «Мир фантастики»      | 8/10                  |
| «НИМ»                 | 6,1/10                |
| «Страна игр»          | 6,5/10                |

### Дополнение
В середине 2007 года фирмой «1С» было выпущено официальное дополнение: «Завтра война: Фактор К». В основу дополнения положены события романа Александра Зорича «На корабле утро». Дополнение состоит из 12 обязательных миссий и повествует об отражении нападения инопланетных рас ягну и чоругов на систему Макран.